# Louis Cadet
Pour les articles homonymes, voir Cadet.
Louis Auguste Cadet est un homme politique français né le 23 mars 1821 à Henrichemont (Cher) et décédé le 20 février 1891 à Paris.

## Biographie
Étudiant en pharmacie, il s'oppose au coup d'État du 2 décembre 1851 et s'exile en Angleterre. Il rentre en France en 1859, lors de l'amnistie. Propriétaire d'une importante brasserie à Paris, il est conseiller municipal de Paris de 1871 à 1881 et député de la Seine de 1882 à 1885, inscrit au groupe de l'Union républicaine.
Il se fait remarquer dans sa lutte pour la légalisation de la crémation. Il publie en 1877 un ouvrage de 200 pages exposant les modalités pratiques ainsi que les avantages sociaux et sanitaires de la crémation.